# Michael Lembeck
Michael Lembeck (Brooklyn, Nueva York, 25 de junio de 1948) es un actor, director de televisión y director de cine estadounidense.

## Biografía
Lembeck nació en Brooklyn, Nueva York, es el hijo de Caroline y Harvey Lembeck, actor y comediante. Sus padres son de ascendencia judía. Empezó a actuar en 1960 y a dirigir en 1970. Su papel más notable fue el de esposo de Julie Cooper, Max Horvath, en el sitcom, One Day at a Time. También protagonizó a "Kaptain Kool" de Kaptain Kool and the Kongs en The Krofft Supershow de 1976 a 1978. También es conocido por su papel en The Boys in Company C en 1978.
Lembeck ahora trabaja como director de televisión y de películas a tiempo completo. Ganó un Premio Emmy por su trabajo como director en el episodio "The One After the Superbowl" de la serie Friends, y dirigió otros 20 episodios de la serie. Está casado con la actriz Lorna Patterson.
Hizo su debut con The In-Laws. Dirigió The Santa Clause 2 y The Santa Clause 3: The Escape Clause, también la película de Nia Vardalos, Connie and Carla.